# 장곡중학교 (경북)
장곡중학교(長谷中學校)는 대한민국 경상북도 칠곡군 석적읍 중리에 있는 공립 중학교이다.

## 학교 연혁
- 2001년 3월 6일 : 개교 및 입학식 (3학급 40명)
- 2009년 5월 20일 : 체육관(유학관) 준공(BTL 사업)
- 2011년 3월 1일 : 도지정 다문화교육 시범학교 운영
- 2012년 3월 1일 : 도지정 인성교육 실천 시범학교 운영
- 2016년 3월 1일 : 2016 S/W 교육선도학교
- 2016년 3월 1일 : 자유학기제 거점학교 운영
- 2022년 9월 1일 : 제12대 황보활 교장 취임
- 2024년 2월 8일 : 제21회 졸업식 (180명)
- 2024년 3월 4일 : 제24회 입학식 (203명)

## 참고 자료
- 장곡중학교 - 한국교육학술정보원 학교알리미